# U 408
U 408 war ein deutsches Unterseeboot des Typs VII C, ein sogenanntes „Atlantikboot“. Es wurde von der Kriegsmarine während des U-Boot-Krieges im Jahr 1942 im Nordmeer eingesetzt und operierte hauptsächlich gegen Konvois, welche die Murmansk-Route befuhren.

## Technische Daten
Die Danziger Werft wurde im Anschluss an den Überfall auf Polen in das U-Bootbauproramm der Kriegsmarine mit einbezogen und war für die jährliche Herstellung von einem Dutzend VII C-Boote vorgesehen. Die Werft fertigte bis zur Einnahme der Stadt durch die Rote Armee insgesamt 42 U-Boote. Die U 408 war Teil des zweiten Bauauftrags an diese Werft, der insgesamt vier Boote des Typs VII C umfasste. Dieser Bootstyp wurde auch „Atlantikboot“ genannt. Ein VII C Boot hatte eine Länge von 67 m und eine Verdrängung von 865 m³ unter Wasser. Es wurde über Wasser von zwei Dieselmotoren angetrieben, die eine Geschwindigkeit von 17 kn ermöglichten, zwei Elektromotoren gewährleisteten unter Wasser eine Geschwindigkeit von 7 kn. Die Bewaffnung bestand bis 1944 aus einer 8,8 cm Kanone und einer 2,0 cm Flak an Deck, sowie vier Bugtorpedorohren und einem Hecktorpedorohr. Üblicherweise führte ein VII C Boot 14 Torpedos mit sich.

## Kommandant
Reinhard von Hymmen wurde am 5. November 1914 in Berlin geboren und trat 1933 in die Reichsmarine ein. Von September bis November 1941 fuhr von Hymmen als Kommandantenschüler und Wachoffizier auf U 564 unter dem Kommando von Kapitänleutnant Reinhard Suhren. Anschließend übernahm er am 19. November 1941 ein eigenes Kommando auf U 408, mit dem er ein Jahr später versank. Am 1. Dezember 1942 wurde Reinhard von Hymmen posthum zum Korvettenkapitän befördert.

## Einsatz und Geschichte
Die ersten Feindfahrten unternahm von Hymmen mit U 408 im Rahmen des Unternehmens Rösselsprung im Juni und Juli 1942. Kommandant von Hymmen operierte, gemeinsam mit elf weiteren U-Booten, gegen den Nordmeergeleitzug PQ 17, der in Richtung Murmansk unterwegs war. U 408 erzielte keine Versenkungen, da das Boot hauptsächlich mit Sichtungs- und Aufklärungsaufgaben beauftragt war und hatte maßgeblichen Anteil am Wiederauffinden des Geleitzugs nahe Jan Mayen, nachdem der PQ 17 durch eine Nebelbank außer Sicht geraten war.

### Kampfhandlungen
Auf seiner dritten Unternehmung operierte U 408 als Teil der U-Gruppe „Trägertod“ im Nordmeer gegen den Geleitzug PQ 18. Das Boot attackierte einen sowjetischen Dampfer mit einem Fächerschuss, bestehend aus drei Torpedos. Der Schuss traf nicht nur das beabsichtigte Ziel, sondern auch einen weiter entfernt fahrenden amerikanischen Dampfer.
- 13. September 1942, sowjetischer Dampfer Stalingrad mit 3550 BRT versenkt (Lage)
- 13. September 1942 US-amerikanischer Dampfer Oliver Ellsworth mit 7191 BRT versenkt (Lage)

Das eigentliche, von Konteradmiral Klüber (dem Admiral Nordmeer) bestimmte Angriffsziel der U-Gruppe, der Geleitträger Avenger (daher der Codename der Gruppe) wurde bei diesem Einsatz nicht beschädigt.
Am nächsten Tag stieß U 408 auf das kieloben treibende Wrack eines Tankers. Das britische Schiff war in der vorherigen Nacht von U 457 torpediert worden, aber nicht gesunken. Kommandant von Hymmen ließ das Wrack durch Beschuss mit der 8,8 cm Kanone versenken.
- 14. September 1942, britischer Tanker Atheltemplar mit 8992 BRT versenkt (Lage)

Am 16. September kreuzte der aus Murmansk kommende und aus ohne Fracht fahrenden Schiffen bestehende Geleitzug QP 14 den Kurs von PQ 18. U 408 trennte sich gemeinsam mit sechs weiteren Booten vom ursprünglich verfolgten Konvoi. Beim Angriff auf QP 14 meldete Kapitänleutnant von Hymmen einen Dampfer und einen Zerstörer beschädigt zu haben. Diese Meldungen konnten jedoch nicht bestätigt werden.

### Versenkung
Seine vierte und letzte Unternehmung führte U 408 auf Patrouille vor die Nordküste Islands. Am 28. Geburtstag des Kommandanten, dem 5. November 1942, wurde U 408 in der Dänemarkstraße nördlich von Island bei Oberflächenfahrt durch einen Fliegerangriff von einer amerikanischen Catalina der US Navy Patrol Squadron VP 84 mit Wasserbomben versenkt (Lage). Der Pilot meldete sieben Deutsche im Wasser ausgemacht zu haben, die in einer Ölfläche zwischen Wrackteilen schwammen, aber keiner überlebte.